# حوليات سنحاريب

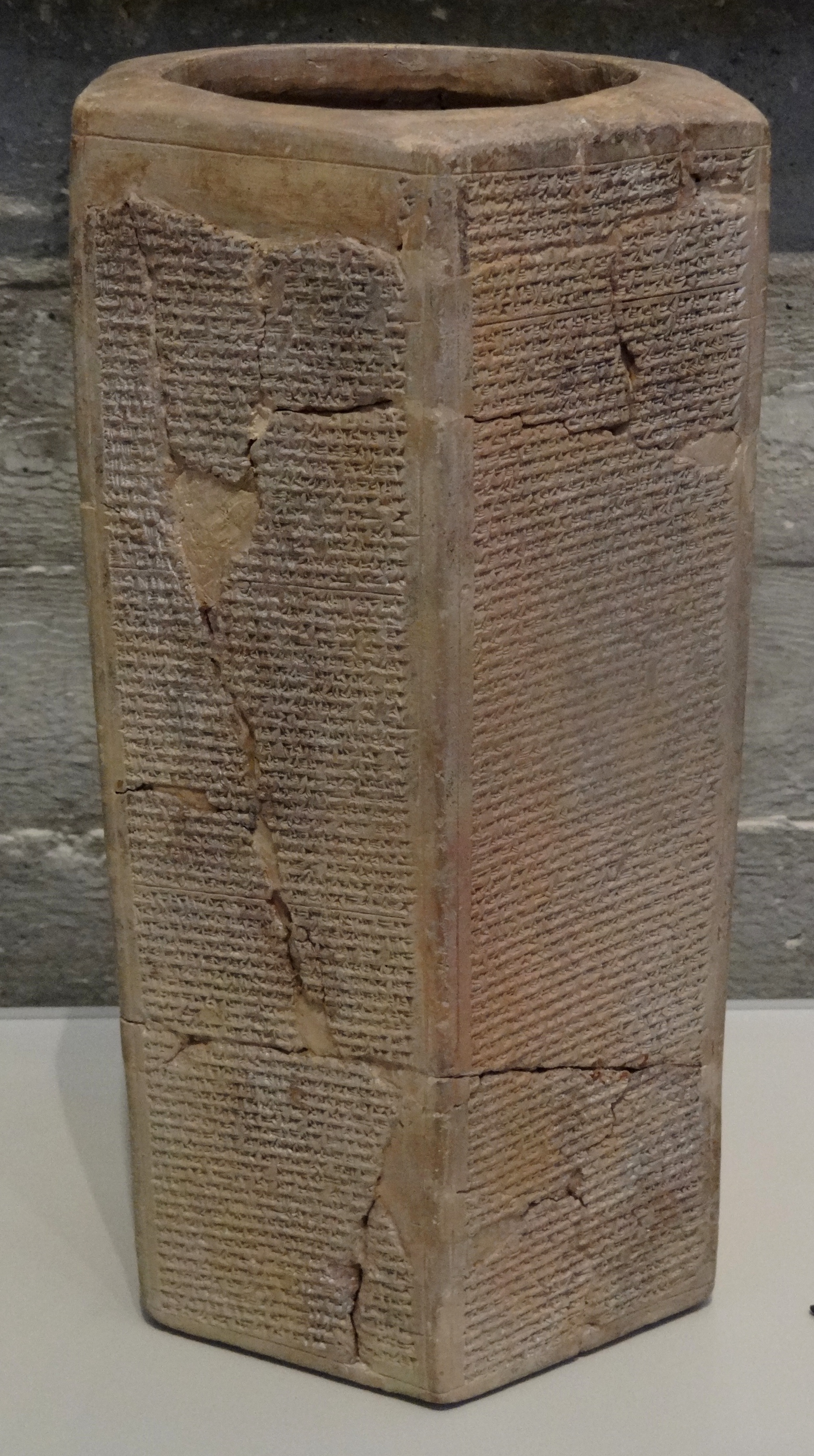
موشور شيكاغو

حوليات سنحاريب أو موشورا سنحاريب هما موشورين من الطين المشوي، آشوريين ، كل منهما له ستة جوانب عليها نصوص تاريخية مكتوبة بالأكدية . يعود تاريخهما إلى عهد الملك الآشوري سنحاريب فيهما أخبار عن أحداث من 701 إلى 681 قبل الميلاد.
تمت كتابة الموشوران على أنهما وثيقتا «حجر الأساس» لتوثيق أعمال سنحاريب أمام الآلهة والأجيال القادمة. اليوم ، هما بمثابة شهادات مهمة للتاريخ الآشوري ، وكذلك للتاريخ اليهودي ، ذلك أن وصف حصار اورشليم في عهد الملك حزقيا (701 قبل الميلاد) مذكورًا ، وهو ما يرد أيضا في التناخ. يعد الموشوران من بين الأدلة الثلاثة التي خلفها الملك الآشوري حول حملته ضد يهوذا .

## موشور تايلور

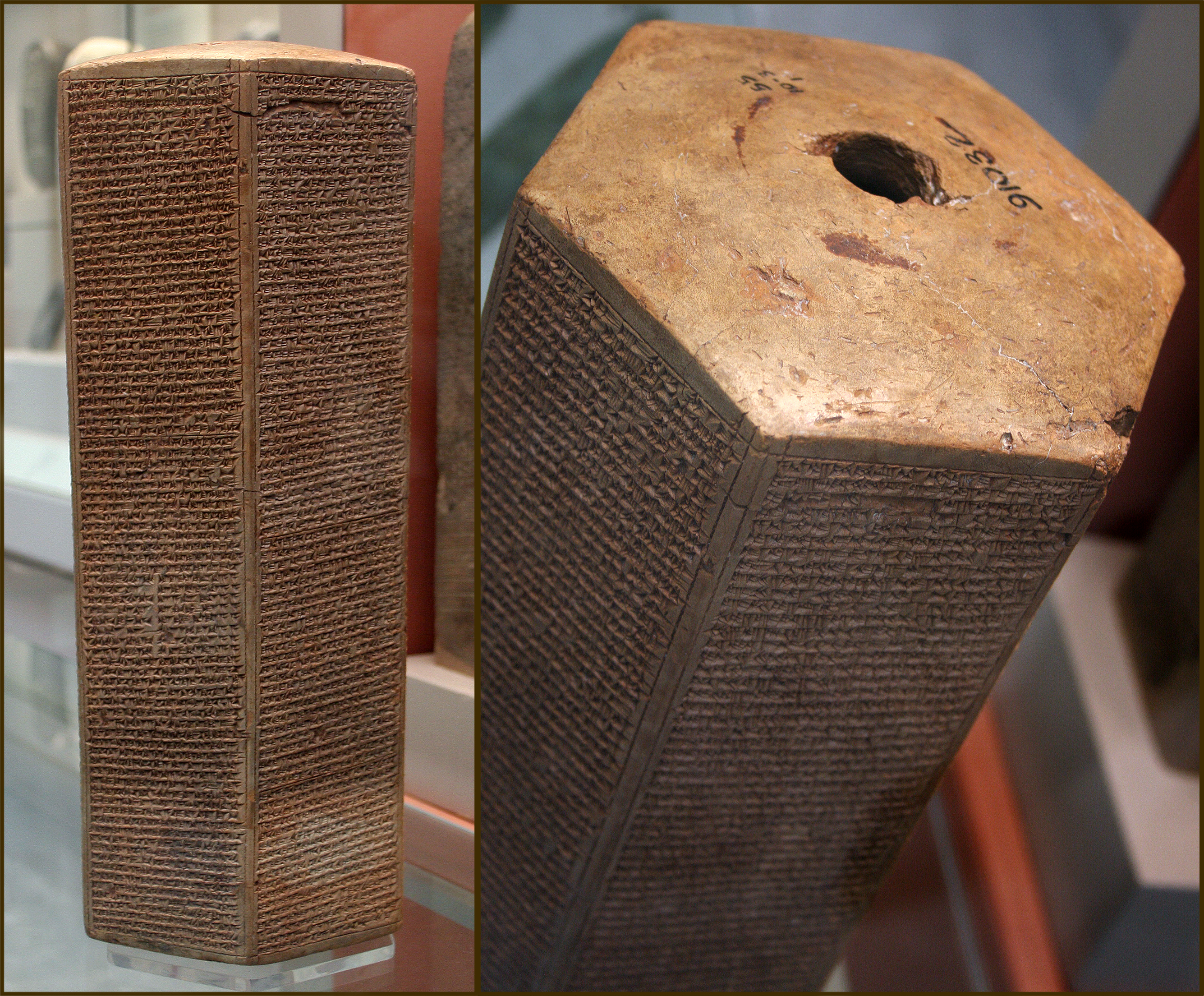
موشور تايلور ، المتحف البريطاني

موشور تايلور هو موشور بارتفاع 38.5   سم و عرض 16.5   سم، بستة جوانب مصنوعة من الطين المشوي. وقد تم اكتشافه في العاصمة الآشورية نينوى. حصل عليها القنصل البريطاني العام في بغداد ، العقيد جون جورج تايلور(1790-1852) ، في عام 1830. سميت باسمه عندما باعته أرملته إلى المتحف البريطاني في لندن في عام 1855. منذ ذلك الحين، يتواجد موشور تايلور هناك.  كواحد من أولى الوثائق النصية الأشورية الكبيرة ، لعب أيضًا دورًا مهمًا في فك رموز الكتابة المسمارية .

## موشورشيكاغو
موشور شيكاغو بارتفاع 38   سم ارتفاع و عرض 14 سم . كذلك تم التنقيب عنه في أنقاض نينوى. تم بيعه لتجار الفن في بغداد في شتاء 1919-1920 وهو الآن في المعهد الشرقي في شيكاغو . 

## أدب
- دانيال ديفيد لوكنبيل : سجلات حول سنشاريب . منشورات المعهد الشرقي 2. جامعة شيكاغو ، شيكاغو 1924. إعادة طبع 2005. ( رقمنة من المعهد الشرقي نسخة محفوظة 22 مايو 2013 على موقع واي باك مشين. ، PDF ، 6.3   MB).

## دليل المواقع
- تايلور بريزم (بالألمانية )
- شيكاغو بريزم ، ترجمة النص (بالأنكليزية)